# Irena Paleolog
Irena Paleolog (Palaiologina; grč. Ειρήνη Παλαιολογίνα, Eirēnē Palaiologina) bila je srednjovjekovna Grkinja, princeza Bizanta i carica Trapezuntskog Carstva 6. travnja 1340. – 17. srpnja 1341.
Rođena je oko 1315. godine, a bila je kći cara Andronika III. Paleologa i njegove nepoznate konkubine. Imala je polusestru istog imena, koja je bila carica Bugarske.
1335. Irena se udala za cara Bazilija Trapezuntskog. Čini se da nisu imali djece. Ubrzo nakon vjenčanja Bazilije je uzeo konkubinu Irenu Trapezuntsku te se 1339. rastao od Irene Paleolog, koja je i dalje bila utjecajna.
Moguće je da je Irena dala otrovati bivšeg muža, a nakon njegove je smrti preuzela njegovo prijestolje. Poslala je u Carigrad drugu ženu svog muža - Irenu - i njihovu djecu kako bi ih Irenin otac Andronik mogao imati na oku.
Irena se htjela opet udati te je poslala ocu zahtjev za čovjekom koji bi zadovoljio njezine kriterije. Međutim, otac joj je umro 15. lipnja 1341., a Irena je navodno uzela ljubavnika, megasa domestikosa, što je kod podanika izazvalo pomutnju.
Ubrzo je došlo do građanskog rata u Trapezuntskom Carstvu. Irena je poražena te je na njezino mjesto došla Ana Anachoutlou. Irena je brodom poslana u Carigrad te se o njezinoj sudbini ništa više ne zna.